# Mary Wilson (chanteuse)
Pour les articles homonymes, voir Mary Wilson.
Mary Wilson, née le 6 mars 1944 à Greenville et morte le 8 février 2021 à Las Vegas,, est une chanteuse américaine. Elle a été cofondatrice du groupe The Supremes et en est restée membre de 1961 à 1977 après avoir rejoint en 1959 le groupe encore nommé The Primettes et avant d'entamer une carrière solo.

## Biographie

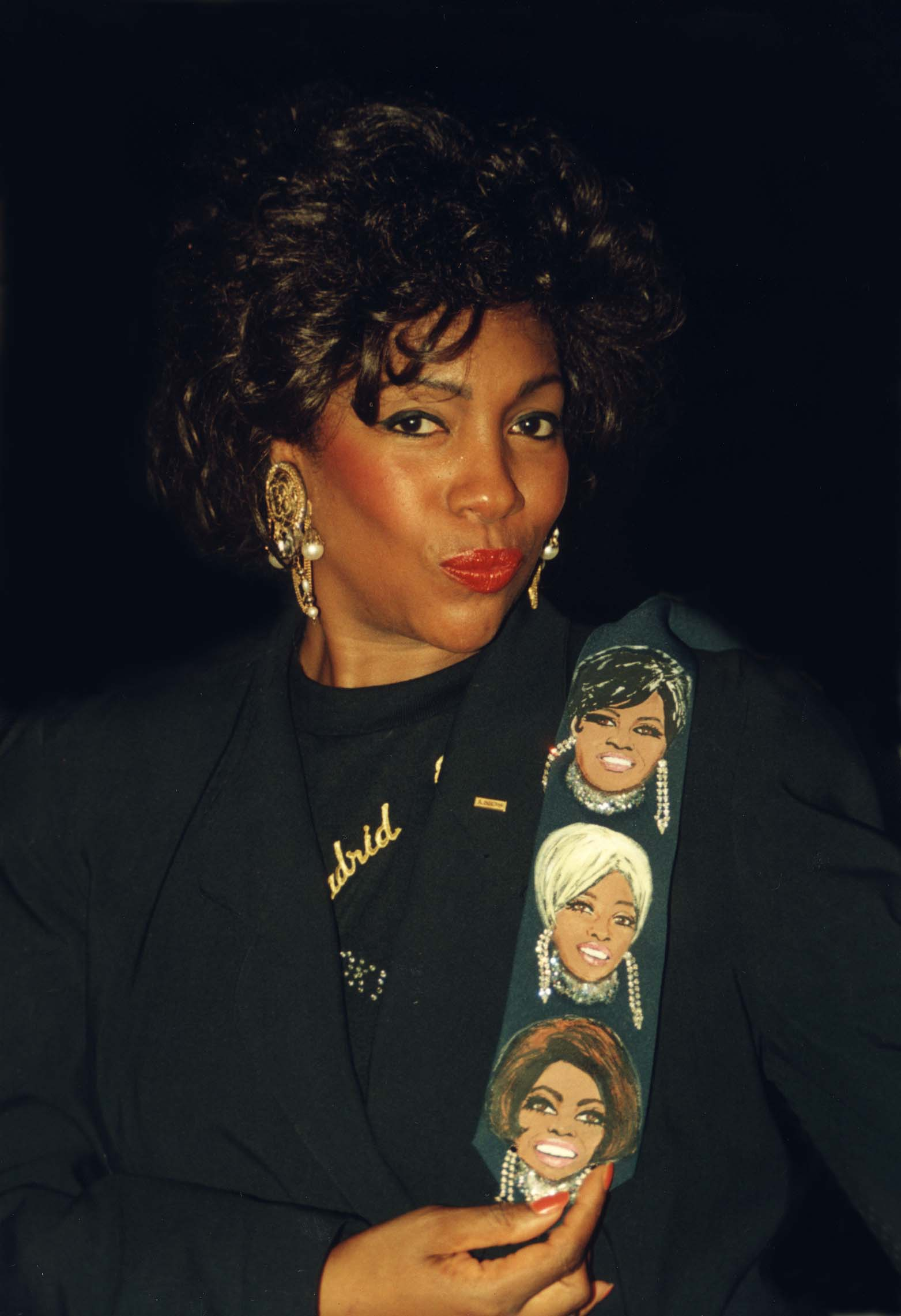
Mary Wilson en 1994.

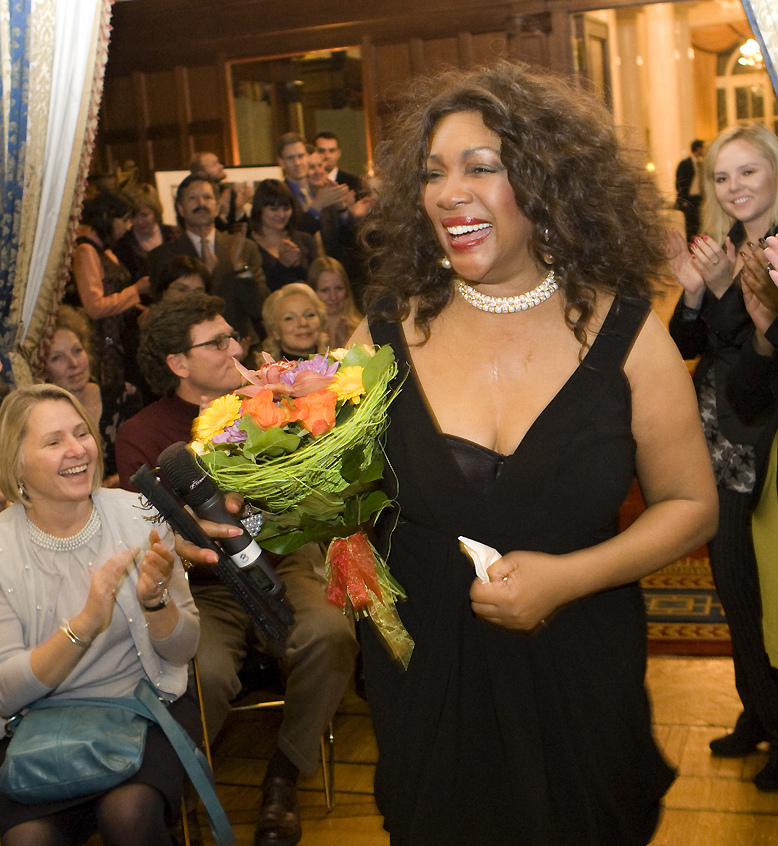
Mary Wilson en 2011.

Mary Wilson naît à Greenville, dans le Mississippi, où elle est élevée par son oncle et sa tante, avant de déménager à Détroit avec sa mère lorsqu'elle a 12 ans. En 1959, elle rejoint Diana Ross, Florence Ballard et Betty Travis, future épouse McGlown, au sein du groupe The Primettes, qui enregistre plusieurs chansons pour le label Lu-Pines. Après la faillite du celui-ci, le groupe, devenu trio, signe avec Motown et est rebaptisé The Supremes. Rapidement éclipsée par Diana Ross, Mary Wilson chante malgré tout en solo sur plusieurs disques des Supremes, notamment sur le titre Baby Don’t Go, sorti en 1962.
Après le départ de Florence Ballard, remplacée par Cindy Birdsong, et celui de Diana Ross en 1970, Mary Wilson continue seule l'aventure Supremes jusqu'en 1977. Si elle n'atteint plus la 1re place des charts, elle obtient tout de même quelques succès avec River Deep, Mountain High et Stoned Love. Elle entame ensuite une carrière solo, tournant dans le monde entier, sur scène ou à la télévision, et participe à des événements caritatifs.
Mary Wilson écrit sur sa carrière dans deux autobiographies, Dreamgirls: My Life as a Supreme (1986) et Supreme Faith: Someday We’ll Be Together (1990). En tant que membre des Supremes, elle fait son entrée au Rock and Roll Hall of Fame en 1988.
En 2019, elle participe à la 28e saison de Dancing with the Stars .
Seulement quatre jours avant son décès, le 8 février 2021, Mary Wilson annonce sur sa chaîne YouTube la sortie prochaine d’un album d’inédits des Supremes enregistrés avec Florence Ballard en 1970.

## Publications
- (en-US) Mary Wilson, Dreamgirls : My Life as a Supreme, St. Martin's Press, 1986, 292 p. (ISBN 978-0-312-21959-8)
- (en-US) Mary Wilson et Patricia Romanovski, Supreme Faith : Someday We’ll Be Together, HarperCollins, 1990, 303 p. (ISBN 978-0-06016-290-0)
- (en-US) Mary Wilson et Patricia Romanovski, Dreamgirls & Supreme Faith : My Life as a Supreme, Cooper Square, 2000, 752 p. (ISBN 978-1-46166-094-1, lire en ligne), réunion des deux ouvrages précédents (avec l'addition de nouvelles illustrations).